# Gerard van Swieten
Gerard van Swieten (1700–1772) (* Leiden, 7 de Maio de 1700 † Palácio de Schönbrunn, Viena, 18 de Junho de 1772) foi médico, anatomista, bibliotecário, botânico e reformador holandês. Foi também médico particular da imperatriz Maria Teresa da Áustria (1717-1780) e conselheiro médico do Imperador Francisco I Estêvão (1708-1765). Notabilizou-se pela sua luta contra o vampirismo entre os anos 1718 e 1732 e pelas pesquisas sobre a Cefaleia em salvas, também conhecida como cefaleia suicida, e seu tratamento com a quinina.

## Biografia

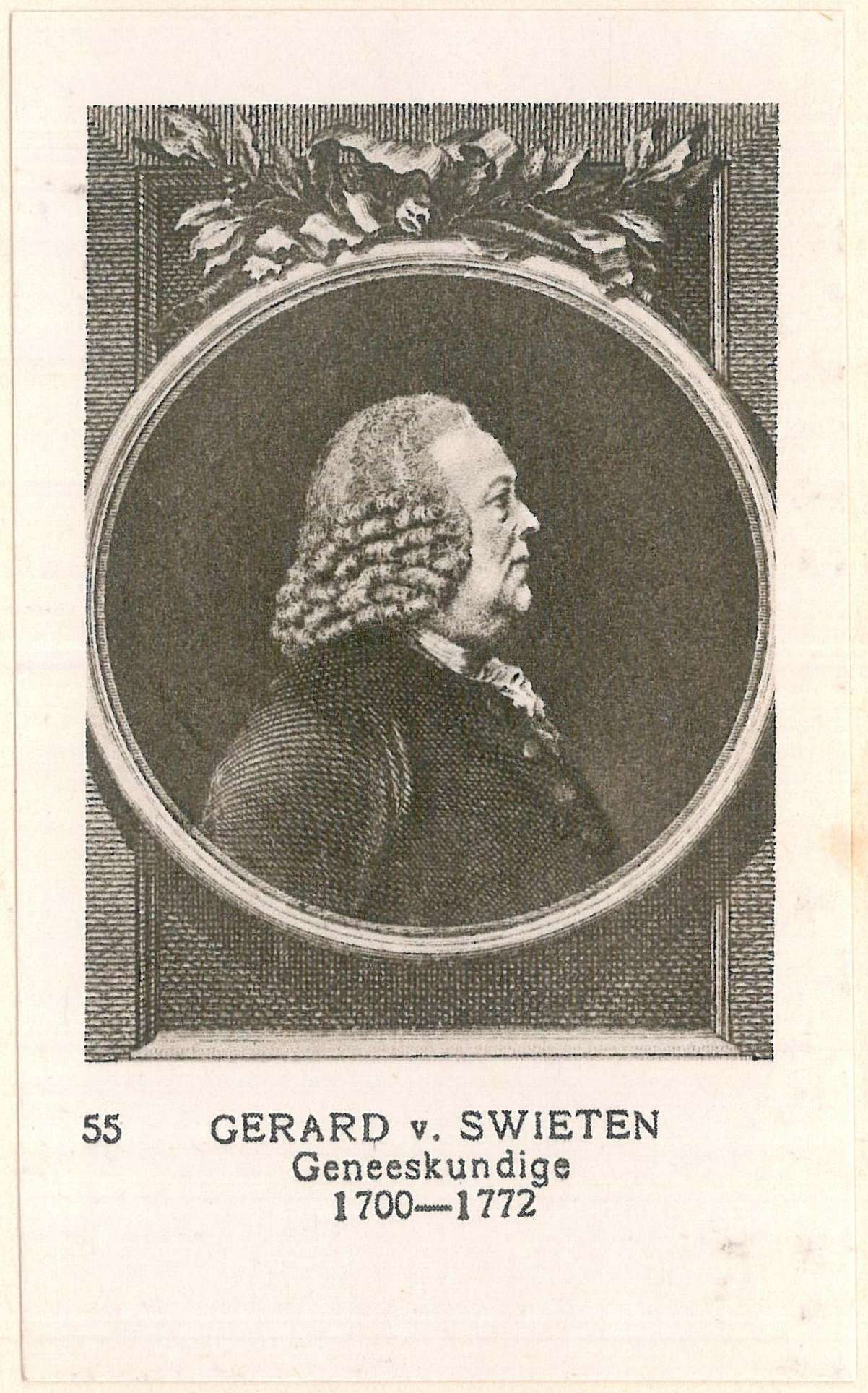
Gerard van Swieten (1700-1772)

Van Swieten era filho de Thomas van Swieten, tabelião, e de sua esposa Elisabeth van Loo. Sua mãe morreu quando ele era ainda criança e seu pai quando ele tinha 12 anos de idade. Seu tutor, lamentavelmente o deixou desamparado, e com pequena parte da herança de seus pais, foi para Lovaina, em 1716, onde, após um curso de dois anos de filosofia e ciência política, foi aceito como um dos primeiros colocados, e seus professores tiveram o cuidado para que ele não se tornasse apenas um elemento ornamental dentro da universidade, mas incutiram nele o gosto da medicina como profissão, retornando posteriormente para Leiden, onde estudou química, farmácia e medicina, tendo Herman Boerhaave (1668-1738) como seu professor.
Van Swieten não era mais feliz ao lado de seu mestre como Boerhaave também tinha muito orgulho ao orientar os estudos de seu aluno predileto que logo estendeu seus interesses para sua matéria favorita. Em 1720, concluiu seu curso de farmácia e, depois de cinco anos de estudo, Van Swieten, em 1725, recebeu seu diploma de doutorado, e Boerhaave, não obstante a disparidade de idade e renome, optou por tê-lo como amigo, vendo-o como seu futuro sucessor. Estabeleceu-se como médico em Leiden, onde deu aulas particulares e substituiu seu mestre em sua ausência.
Em 27 de Setembro de 1729 casou com Maria Lambertine Elisabeth Theerbeck de Coesfeld, com quem teve vários filhos. Por causa de suas raízes católicas, Van Swieten não foi eleito como sucessor de seu antigo mestre no cargo de professor, em 1738. Diante dessa impossibilidade, Van Swieten se dedicou a escrever um comentário sobre as obras de seu amigo, sob o título "Comentários a respeito dos Aforismos do Dr. Herman Boerhaave sobre as doenças conhecidas e curáveis."
Em 1742, morria Jean Baptiste Bassand (1680-1742) médico da corte da Família Habsburgo, que também havia sido aluno de Boerhaave e havia mantido correspondência com ele. Van Swieten foi convidado a sucedê-lo, porém, pediu algum tempo para pensar.  A imperatriz Maria Teresa da Áustria (1717-1780) não aceitou a recusa, e lhe ofereceu um alto salário e remuneração de todas as suas despesas para convencê-lo a vir para Viena. Somente em junho de 1745, ele decide ceder depois que a imperatriz caiu doente após um período de gravidez. Foi então nomeado primeiro médico da corte, tendo, mais tarde recebido um título de nobreza como barão. Durante algum tempo tornou-se guardião da Biblioteca da Corte, e em 1756, foi nomeado diretor da Biblioteca Universitária da Universidade de Viena. Falava latim e grego, e escrevia neste idioma com leveza e elegância, e em suas aulas fazia questão de mencionar textos clássicos em Grego e Latim.
Era também versado em todos os ramos da matemática e filosofia natural, e dava pouca importância à teologia, direito, política e história. Dentre suas inúmeras conquistas, ele foi o responsável pela criação do anfiteatro anatômico, de um laboratório químico, de uma escola clínica e do Jardim Botânico de Schönbrunn também conhecido como Jardim de Plantas de Viena. Convidou Nikolaus Joseph von Jacquin (1727-1817) para ser o diretor do Jardim Botânico de Schönbrunn e também do laboratório de química. Estudou anatomia, patologia e melhorou o tratamento das doenças venéreas, criando um licor que tratava a sífilis. Reorganizou as universidade de Praga e de Friburgo bem como suas faculdades de medicina, sendo também considerado fundador da Faculdade de Medicina de Viena.
Entre 1745 e 1759 correspondeu-se com o botânico sueco  Carolus Linnaeus (1707-1778) de Uppsala e atraiu para Viena alguns de seus colegas tais como Anton de Haen (1704-1776), Maximilian Stoll (1742-1788), Anton von Störck (1731-1803), e de Leopold von Auenbrugger (1722-1809), fazendo crescer o prestígio da faculdade de Medicina e da Universidade de Viena.
Um tipo de madeira de mogno foi batizado com o seu nome, Swietenia mahagoni, por Nikolaus Joseph von Jacquin (1727-1817).
Foi pai do aristocrata e barão holandês Gottfried van Swieten (1733-1803), patrono de Joseph Haydn (1732-1809), Wolfgang Amadeus Mozart (1756-1791), e de outros compositores. Gottfried também foi comendador da Ordem de Santo Estêvão, e diretor da Biblioteca Imperial, e durante muitos anos, foi enviado imperial na Corte de Berlim, tendo doado sua biblioteca (incluindo uma considerável coleção musical) para a Universidade de Viena

## Teoria sobre o Vampirismo
Especialmente importante foi o seu papel no combate às teorias supersticiosas durante o Iluminismo, particularmente no caso do vampirismo, e que eram relatadas nos vilarejos da Europa Oriental no anos entre 1718 e 1732. Depois das últimas guerras contra os turcos em 1718 alguns territórios, por exemplo, o Norte da Sérvia e parte da Bósnia, passaram a pertencer à Áustria. Esses territórios foram colonizados por refugiados que gozavam de uma condição especial de fazendeiros com isenção de impostos. Como retribuição eles deveriam cuidar do desenvolvimento agricultural e da segurança das fronteiras. E dentro desse contexto político, começavam a chegar relatos de vampiros nas regiões de idioma alemão. No ano de 1755, Gerard van Swieten foi enviado pela imperatriz Maria Tereza até à Morávia para investigar a situação relativa aos vampiros. Ele entendia a história sobre vampiros como "barbarismo da ignorância" e seu objetivo foi erradicá-la.
Para isso, publicou a obra "Discurso sobre a existência de fantasmas", onde propunha uma explicação inteiramente natural para a crença na existência de vampiros. Ele explicava os estados incomuns das sepulturas cujas causas prováveis eram processos de fermentação e falta de oxigênio, razões essas para impedir a decomposição. Curiosa citação é mencionada no prefácio da sua obra de 1768 " ... onde toda essa confusão foi criada nada mais do que por um temor injustificável, uma credulidade supersticiosa, uma imaginação sombria e eventual, e pela simplicidade e ignorância das pessoas."

## Obras
- Commentaria in Hermanni Boerhaavii aphorismos de cognoscendis et curandis morbis (em 5 partes, 1742-1772).
- Constitutiones epidemicae (versão em Latim do Ensaio sobre as epidemias, em 2 volumes, 1782).
- Diss. de arteriae fabrica et efficacia in corpore humano (tese de doutorado defendida em 1725).
- Abhandlung des Daseyns der Gespenster (Discurso sobre a existência de fantasmas)
- Description des maladies qui règnent dans les armées avec la méthode de les traiter, Viena, 1759.
- Essai sur les épidémies, (Ensaio sobre as epidemias, Viena), 1782.
- Les fièvres intermittentes, (As Febres intermitentes) 12 edições, 1766.
- Les maladies des enfants, (As doenças infantis), 12 edições, 1769.
- Traité de la pleurésie, (Tratado sobre a pleurisia), 12 edições, 1769.
- Les aphorismes de chirurgie, (Aforismos da cirurgia), 1768